# VTT-323
VTT-323 (znany również jako M1973 Seung-ri lub VET) to produkowany przez Koreę Północną transporter opancerzony, wersja licencyjna chińskiego pojazdu YW 531H (Typ 63). Posiada pięć par kół jezdnych. Jego załoga składa się z czterech osób: dowódcy, strzelca, ładowacza oraz kierowcy. Może pomieścić 10 żołnierzy piechoty w pełnym rynsztunku bojowym.
W skład uzbrojenia transportera wchodzi wkm kalibru 14,5 oraz km kalibru 7,62 mm, lub dwa wkm po 14,5 mm, umieszczone w obrotowej wieży. W niektórych wersjach VTT-323 zainstalowano przeciwpancerne pociski Susong-Po (czyli 9M14 Malutka, kod NATO AT-3 Sagger) lub wyrzutnie rakiet przeciwlotniczych 9K32 Strzała-2 (lub nowsze 9K310 Igla-1, kody NATO odpowiednio SA-7 Grail i SA-16 Gimlet). Poza wersją podstawową w Korei Północnej produkowany jest samobieżny moździerz (kal. 82 mm) i wyrzutnia pocisków rakietowych kal. 107 mm, wykorzystujące podwozie i kadłub VTT-323.
Transporter znajduje się na uzbrojeniu Koreańskiej Armii Ludowej, czyli północnokoreańskiego wojska. Wchodzi w skład podstawowego wyposażenia brygad oraz batalionów zmechanizowanych lub pancernych.